# Vagner da Silva Sarti
Vagner da Silva Sarti (* 9. Januar 1978) ist ein ehemaliger brasilianischer Fußballspieler.

## Karriere
2001 unterschrieb er einen Vertrag beim japanischen Zweitligisten Ventforet Kofu. 2001 wurde er mit dem Verein Tabellenletzter der J2 League. Für Kofu bestritt er drei Zweitligaspiele.